# 10-я флотилия MAS
10-я флотилия MAS (итал. Xa Flottiglia MAS, Decima MAS) — оперативно-тактическое соединение (флотилия) специального назначения Королевских военно-морских сил Италии, предназначенное для проведения разведывательных и диверсионных операций против военно-морских сил противника и его инфраструктуры. Считается одним из самых эффективных и новаторских специальных подразделений на море в годы Второй мировой войны.

## Предыстория
Италия омывается Средиземным и Адриатическими морями, а потому с момента своего объединения 1861 году страна претендовала на статус морской державы, имеющей интересы в данном регионе. Во многом этому способствовала и колониальная политика страны, направленная прежде всего на Африку. С этого времени итальянцы начали закладывать мощный военно-морской флот. Первая мировая война, в которую Италия вступила в 1915 году на стороне Антанты, стала полигоном для создания и испытания различных новых видов оружия, в том числе и на военно-морском флоте.
В 1918 году в инициативном порядке офицеры военно-морских сил Королевства Италия Раффаэле Паолуччи и Раффаэле Россетти создали первую управляемую человеко-торпеду, названную Mignatta, которая 1 ноября потопила линкор «Югославия» (бывший австро-венгерский «Вирибус Унитис») военно-морских сил только образованного Королевства Югославия. Первой человеко-торпедой экипаж управлял в надводном положении, поскольку мобильных аквалангов тогда ещё не существовало. Несмотря на взятие в плен югославами Паолуччи и Россетти, операция прошла успешно и показала эффективность нового оружия. Однако вскоре Первая мировая война закончилась, а с ней прекратились и все дальнейшие работы.

## История создания
К вопросу подводных бойцов и специальных диверсионных средств на море итальянцы вернулись только в середине 1930-х годов. На волне ухудшения отношений с европейскими странами и особенно с Великобританией в связи со Второй итало-эфиопской войной, итальянское военное командование одобрило подготовку к созданию специальных диверсионных подразделений на военно-морском флоте. В 1939 году в результате исследовательских работ инженеров Тезио Тезеи и Эмилио Тоски, основанных на опыте Паолуччи и Россетти, была создана так называемая 1a Flottiglia Mezzi d'Assalto (1-я военная флотилия). В свою очередь, в марте 1941 года она была преобразована в 10-ю флотилию MAS, разделённую на четыре основные группы: надводных работ (катера со взрывчаткой), подводных (человекоуправляемые торпеды), сверхмалых подводных лодок и так называемая «группа „Гамма“» (пловцы-подрывники).
Для доставки на место проведения человекоуправляемых торпед и их экипажей была специально переоборудована дизель-электрическая подводная лодка «Шире». Также для операций флотилии у компании Caproni были заказаны специальные малые субмарины типа CA, а позже и типа CB. Использовала 10-я флотилия и малые торпедные катера.
Во флотилию набирались в основном добровольцы из числа выпускников Королевской военно-морской академии в Ливорно, имеющие отменное здоровье и идеологически проверенные — убеждённые фашисты.
Работа боевых пловцов была физически тяжёлой, вредной для здоровья, очень сложной и опасной из-за несовершенства применявшегося тогда оборудования. Например, в дыхательных аппаратах пловцов использовался чистый кислород, который вреден в подводных условиях для организма, но тогда это было ещё не изучено. Так, на Мальте в 1941 году при проведении операции против британской военно-морской базы погиб Тезио Тезеи — один из основателей флотилии. С мая 1943 года флотилию возглавил князь Юнио Валерио Боргезе. Благодаря его связям флотилия получила своё развитие, а сам «Чёрный князь» предоставлял пловцам за свой счёт отдых, лечение и пребывание в лучших итальянских отелях и на курортах. Им выплачивалось хорошее жалование, даровались памятные сувениры.

## Техника и вооружение

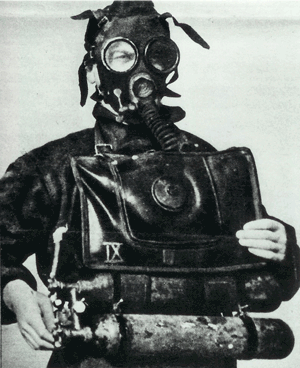
Боевой пловец группы «Гамма» в специальном подводном снаряжении.

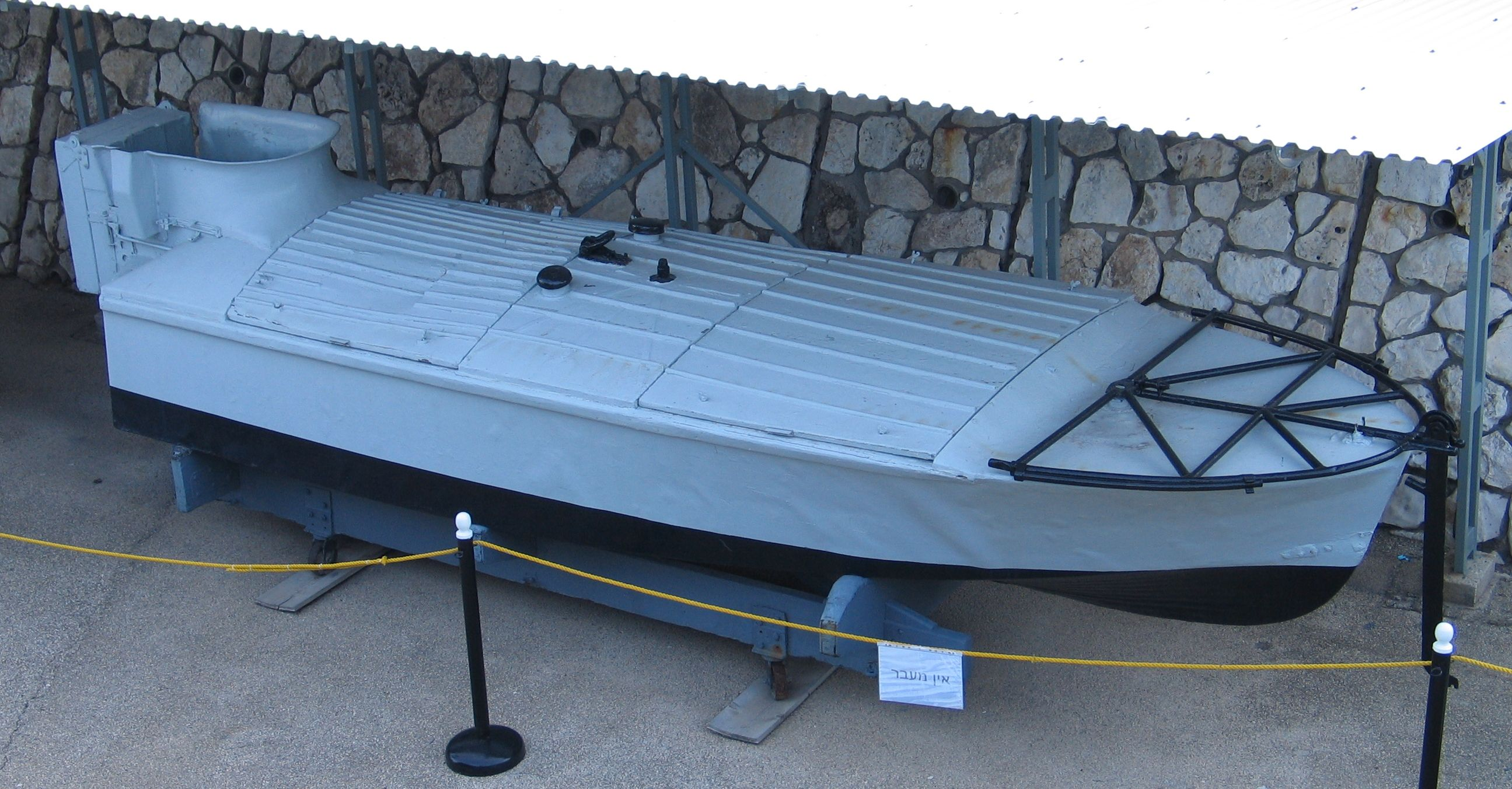
Моторный катер типа MTM.

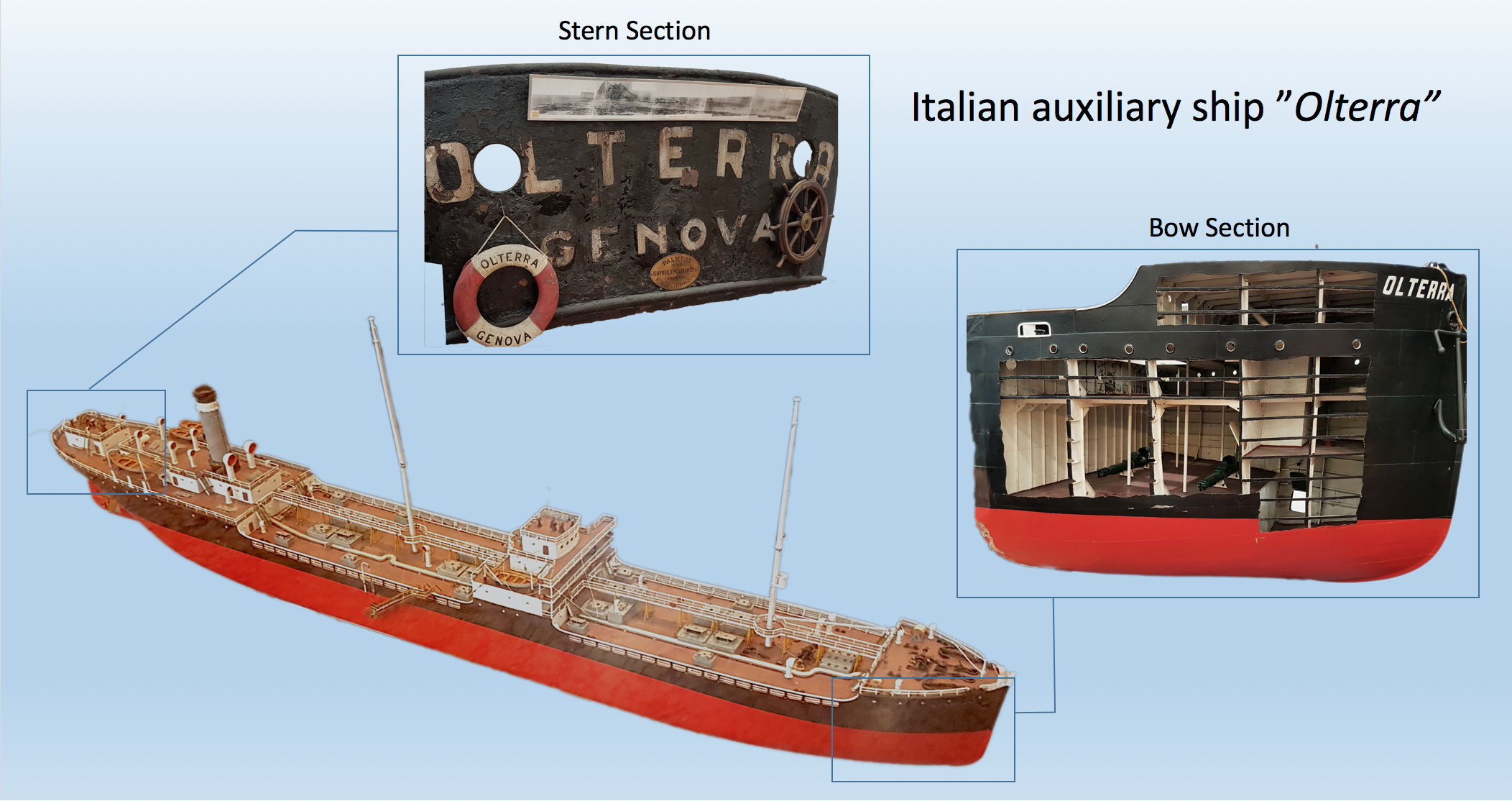
Секретная база флотилии на полузатопленном пароходе «Ольтерра».

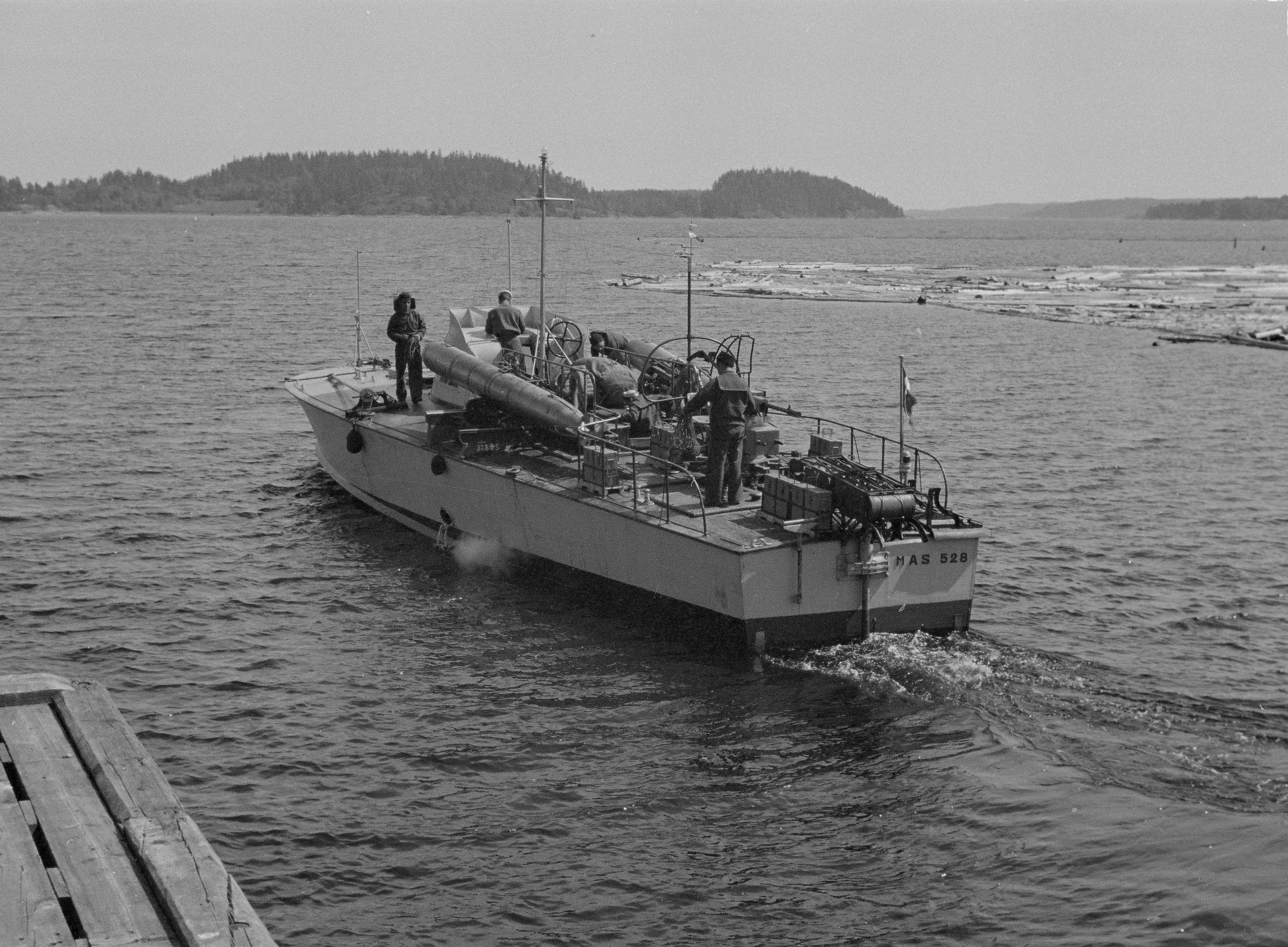
Торпедный катер 12-го дивизиона MAS; Ладожское озеро, 1942 год.

К услугам 10-й флотилии MAS были предоставлены крупнейшие порты Италии и прежде всего Генуя, а также судостроительные верфи и прочие итальянские военные компании.
Поскольку сформированная в 1941 году 10-я флотилия MAS была разделена на четыре группы, то на вооружении имелись следующие виды техники и оборудования:
- Специальные катера типа MTM, начиненные взрывчаткой массой до нескольких сотен килограмм. Принцип их действия был простым, они были подобны торпедам, только управляемым. Ими управлял пловец, который направлял их к вражескому судну, после чего он, зафиксировав курс и застопорив руль, прыгал за борт. Катер врезался в борт судна и взрывался, делая большую пробоину. Тем не менее их применение было успешным лишь поначалу, поскольку, получив опыт, британцы могли вовремя обнаружить несущийся катер и расстрелять его корабельными орудиями.
- Человекоуправляемые торпеды или Майале. Они были более эффективными, так как применялись только в подводном положении, однако требовали и более высокого профессионализма от пловцов, поскольку ими было гораздо сложнее управлять. Доставлялись к месту операции на крупной подлодке «Шире» в специальных контейнерах.
- Малые дизель-электрические подводные лодки типа «СА» и «СВ» производства компании Caproni. Малозаметные из-за своих размеров, они применялись как транспорты для доставки 100-килограммовых подрывных зарядов.
- Специальное подводное снаряжение, по многим параметрам новаторское для того времени. Относительно компактные дыхательные глубоководные аппараты, которые позволяли управлять торпедами Майале и пребывать долгое время под водой. Всё это создавалось путём проб и ошибок, некоторые из которых стоили здоровья и даже жизни пловцов.

## Участие во Второй мировой войне

### На стороне Муссолини
Вступив во Вторую мировую войну 10 июня 1940 года на стороне Германии, Италия активизировала свой флот. Однако поскольку большая часть подводного флота страны была отправлена на базу BETASOM для боевых действий в Атлантике, то в Средиземном море с 1941 года началась усиленная работа для 10-й флотилии. Поначалу 10-й флотилии не сопутствовала удача. Однако к концу 1941 года ситуация изменилась. Одними из наиболее ярких побед спецподразделения стали Атака в бухте Суда, где были применены катера со взрывчаткой, и рейд на Александрию в декабре 1941 года, где итальянцами были удачно использованы человекоуправлемые торпеды «Майале». В результате этих операций КВМФ Великобритании потерял два линкора и танкера, и один крейсер.
Появление у противника морских диверсантов для англичан было полной неожиданностью, поэтому они сами начали создание аналогичных подразделений, которые смогли бы противодействовать итальянским боевым пловцам и их средствам. В 1942 году отдав своему заместителю Сальваторе Тодаро руководство всеми надводными силами флотилии, Боргезе возглавил её подводные подразделения.
В период с 1941 по 1943 годы флотилия осуществила ряд диверсионных операций в портах и акваториях Александрии, Севастополе, на Гибралтаре, Мальте, Алжире, Турции, направленные против судов флотов Великобритании, США и СССР.
Ниже приведена таблица некоторых операций:
| Дата          | Место         | Потопленные и повреждённые суда |
| ------------- | ------------- | --- |
| март 1941     | Суда          | тяжёлый крейсер HMS York танкер Pericles |
| сентябрь 1941 | Гибралтар     | танкер Denby Dale танкер Fiona Shell теплоход Durham |
| декабрь 1941  | Александрия   | линкор HMS Queen Elizabeth (повреждён, восстановлен до боевого состояния) крейсер HMS Valiant (повреждён, восстановлен до боевого состояния) танкер Sagona эсминец HMS Jervis (отправлен в доки на 6 недель ремонта) |
| июнь 1942     | Севастополь   | военный транспорт малое судно две подводные лодки |
| июль 1942     | Гибралтар     | пароход Meta грузовое судно SS Empire Snipe пароход Shuma пароход Baron Douglas |
| август 1942   | Эль-Даба      | эскортный миноносец HMS Eridge (восстановлен) |
| сентябрь 1942 | Гибралтар     | пароход Raven’s Point |
| декабрь 1942  | Алжир         | пароход Ocean Vanquisher пароход Berta пароход Armattan танкер Empire Centaur (восстановлен) военный транспорт N.59                                                                                                  |
| май 1943      | Гибралтар     | пароход Pat Harrison пароход Mahsud пароход Camerata |
| июль 1943     | Александретта | теплоход Orion |
| июль 1943     | Мерсин        | теплоход Kaituna |
| август 1943   | Александретта | теплоход Fernplant |
| август 1943   | Гибралтар     | пароход Harrison Gray Otis пароход Stanridge танкер Thorshøvdi |

### Другие подразделения флотилии
Кроме основной 10-й флотилии, в 1941—42 годах в её составе были созданы и действовали:
- 12-й дивизион MAS (торпедные катера), который действовал на Ладожском озере, усиливая блокаду Ленинграда и противодействуя советской Ладожской флотилии; состоял из торпедных катеров типа MAS 526.
- 4-я флотилия MAS (торпедные катера), действовавшая в оккупированном Крыму.

### Флотилия в 1943—1945 годах

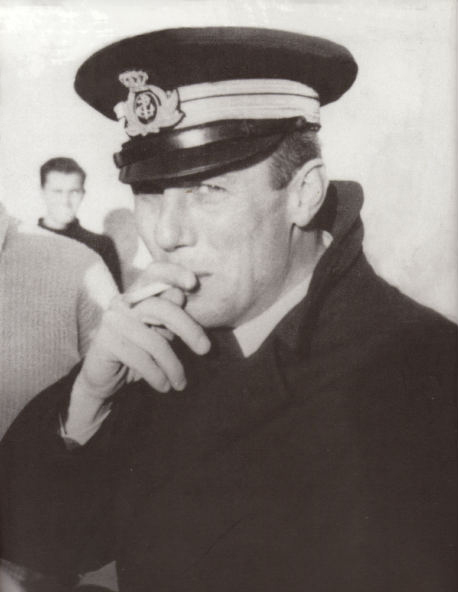
Князь Валерио Боргезе руководитель 10-й флотилии MAS с 1943 года.

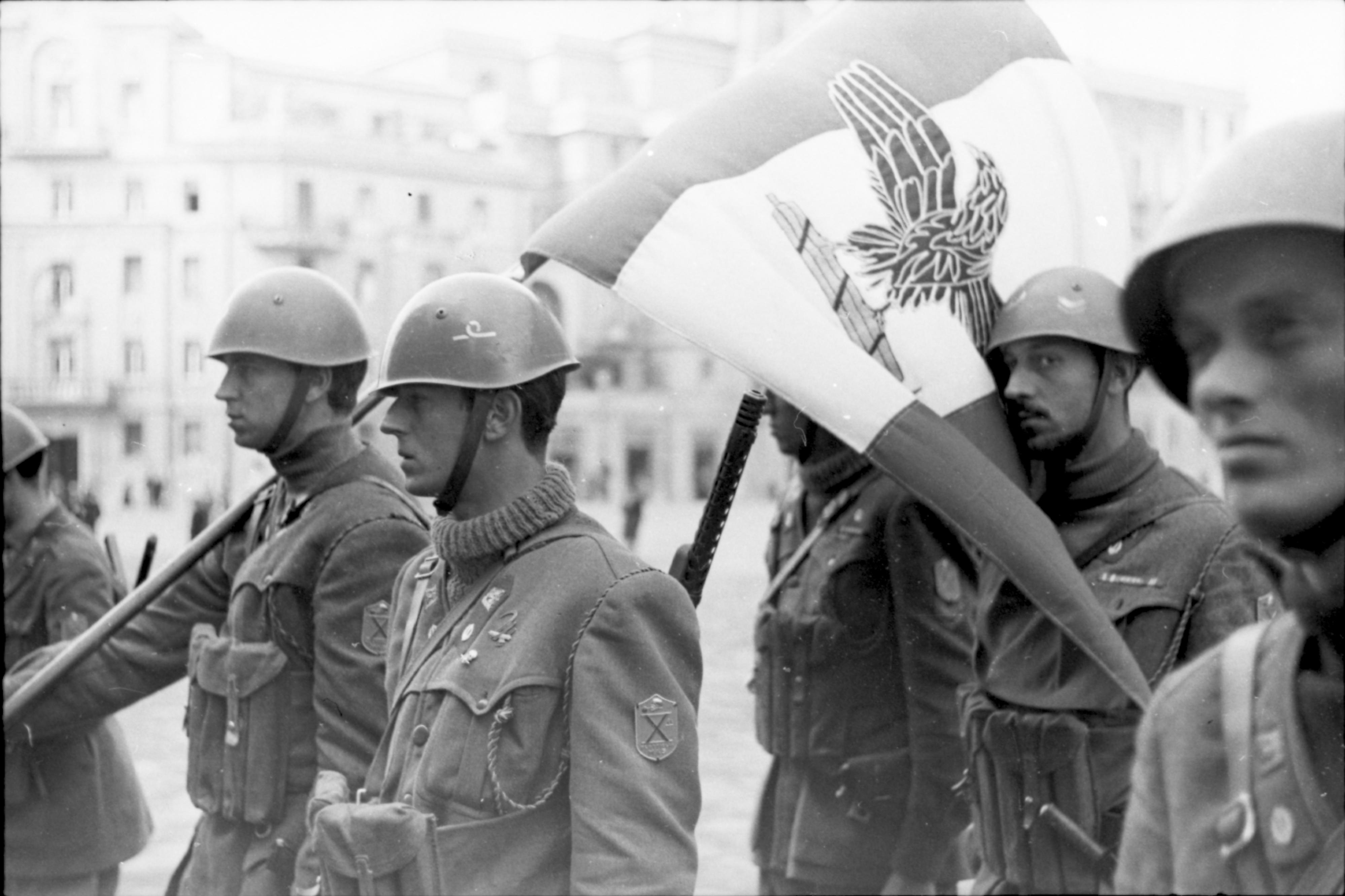
Бойцы 10-й флотилии на параде в Риме, 1944 год.

С 1943 года члены флотилии готовились к масштабным диверсионным операциями против кораблей, стоявших на рейде в Нью-Йорке. Предполагалось основать поблизости от порта города секретную базу и совершать с нее диверсии против судов.
Переворот в Италии 25 июля 1943 года, арест Бенито Муссолини, отстранение от власти фашистов, а позже и перемирие страны со странами антигитлеровской коалиции, не заставили отказаться Боргезе и его подчинённых от своих убеждений. Хотя некоторая часть из них признала новое правительство маршала Бадольо, но большая часть во главе с Боргезе осталась верна своим немецким союзникам. Уже 23 сентября того же года после освобождения Муссолини из-под ареста и немецкой оккупации Севера Италии была провозглашена Итальянская социальная республика или Республика Сало — марионеточное государство, где реальная власть была в руках немецкой военной администрации. Здесь же развернулось и антифашистское партизанское движение.
Именно немцам 10-я флотилия и стала подчиняться. Получив статус элитного подразделения, полностью преданного фашизму, но во-многом сократив серьёзные диверсионные операции на море, флотилия к 1944 году стала фактически исполнительным карательным органом Итальянской социальной республики Бенито Муссолини. Бойцы 10-й флотилии по приказу немецкого командования проводили антипартизанские операции, акты массового террора и насилия, карательные операции и казни, в том числе и гражданских лиц, уличённых в помощи партизанам.
- В городе Масса бойцами флотилии было казнено 68 человек, в основном гражданских лиц.
- В городе Удине совершены массовые убийства населения, подозреваемого в помощи партизанам-антифашистам.
- В городке Борто Тичино вместе с СС было казнено 12 мирных жителей, поджог домов, в отместку за ранение трёх немецких солдат партизанами.
- В Кастелетто Тичино были показательно казнены пятеро мелких преступников для демонстрации остальному населению.

Также бойцы 10-й флотилии воевали на фронте против англо-американских сил на Готской линии и в Анцио. В последние месяцы войны бойцы флотилии были использованы на итало-югославской границе против югославских партизан, которые освободили Истрию и Венецию Джулию.
26 апреля 1945 года 10-я флотилия MAS была официально расформирована. Боргезе был арестован партизанами, а затем передан англо-американской военной администрации. Впоследствии он был осуждён на 12 лет заключения за военные преступления, но освобождён в 1949 году.

## Командиры

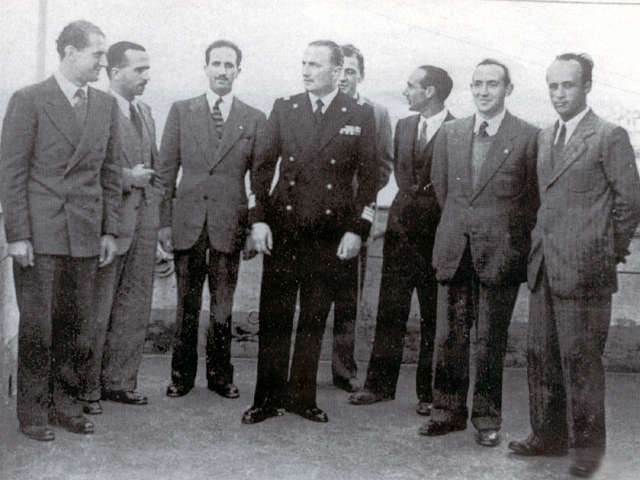
Командование флотилии в 1939 году.

- Паоло Алоизи (итал. Paolo Aloisi): апрель 1939 — февраль 1940
- Марио Джорджини[англ.]: февраль 1940 — сентябрь 1940
- Витторио Моккагатта[англ.]: сентябрь 1940 — июль 1941
- Эрнесто Форца[англ.]: октябрь 1941 — апрель 1943
- Юнио Валерио Боргезе: май—сентябрь 1943, сентябрь 1943 — апрель 1945

## Оценка деятельности
За почти два с половиной года (с марта 1941 по август 1943 года) диверсионных действий во время Второй мировой войны 10-я флотилия, состоявшая лишь из около полусотни человек, потопила и повредила 23 судна противника общим водоизмещением около 130 тысяч тонн.
Опыт флотилии по диверсионным и разведывательным операциям на море являлся во многом уникальным и бесценным, и многие из его эпизодов вошли в учебники военных специальных подразделений многих стран мира. Боргезе и его 10-я флотилия получила признание и уважение не только у немцев, но и у противников — англичан и американцев. Многое итальянцами создавалось впервые: уникальные управляемые торпеды, водолазное снаряжение, опыт по созданию и маскировке секретных баз (например, эпизод с полузатопленным пароходом «Ольтерра»). Будучи не в силах успешно использовать свой флот и проигрывая большую часть морских сражений, итальянцы компенсировали это внезапностью и скрытностью, применяя передовые решения и технологии.
Предполагается, что опыт 10-й флотилии был использован при создании и подготовке специального подразделения ВМС Италии COMSUBIN в 1952 году.
В 2006 году итальянские власти официально признали военнослужащих 10-й флотилии MAS, приносивших присягу Итальянской Социальной Республике, ветеранами Второй мировой войны.

## Комментарии

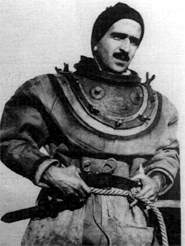
Тезио Тезеи — один из основателей флотилии.

1. ↑  Аббревиатура MAS может расшифровываться как итал. mezzi d'assalto («штурмовые средства») или как motoscafi armati siluranti («вооружённые торпедные катера»).

### На русском
- Боргезе Юнио В. Морские дьяволы // Подводные диверсанты во Второй мировой войне. — М.: АСТ, 2001. — ISBN 5-17-008535-4.

### На английском
- J. Caruana. Decima Flotilla Decimated (англ.) // Warship International. — 1991. — Vol. XXVIII, iss. 2. — P. 178—186. — ISSN 0043-0374.
- Sven Erik Jørgensen. The First Frogmen 2: Naval Operations with the SLC (англ.) // X-Ray Mag: International Dive Magazine. — Copenhagen: AquaScope Media ApS. — Vol. 8. — P. 85–93. — ISSN 1901-9238.
- William Schofield, P. J. Carisella. Frogmen First Battles (англ.) / ed. Adolph Caso. — Branden Books, 2004. — 192 p. — ISBN 9780828320887.
- Jack Greene, Alessandro Massignani. The Black Prince and the Sea Devils: The Story of Valerio Borghese and the Elite Units of the Decima Mas. — Cambridge, Mass.: Da Capo Press, 2004. — 284 с. — ISBN 0-306-81311-4.
- Paul Kemp. Underwater Warriors (англ.). — Caxton Editions, 2000. — 256 p. — ISBN 1860199917.